# Stefanie Darnesa

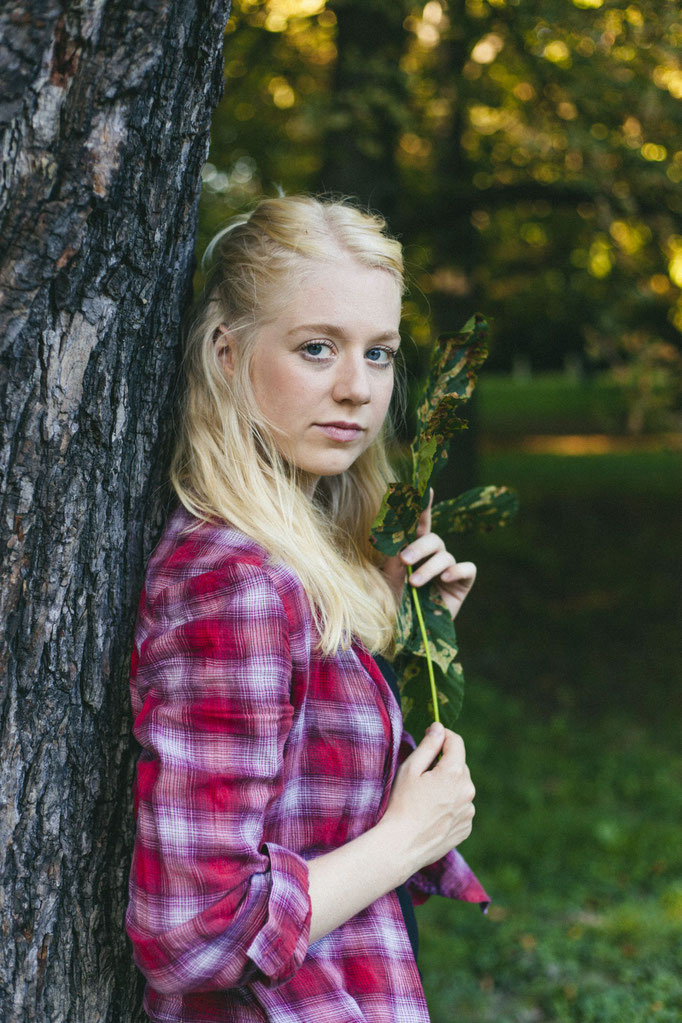
Stefanie Darnesa (2016)

Stefanie Darnesa (* 23. Oktober 1991 in Röbel/Müritz) ist eine deutsche Schauspielerin.

## Leben
Darnesa wuchs in der mecklenburgischen Kleinstadt Röbel/Müritz auf, wo sie 2009 das Abitur machte. Als Kind erlernte sie verschiedene Tanzstile und widmete sich dem Gesang und der Geige. Außerdem betrieb sie Bogenschießen als Turniersport in der Disziplin Olympisch Recurve. Sie verbrachte nach ihrem Schulabschluss ein Freiwilliges Soziales Jahr in der Kultur am Mecklenburgischen Landestheater Parchim. Von 2012 bis 2016 studierte sie Schauspiel an der Musik und Kunst Privatuniversität der Stadt Wien.
Es folgten zwei freiberufliche Jahre, bis sie 2018 Mitglied im Ensemble des Theaters an der Rott in Eggenfelden wurde. Parallel dazu erfolgten erste Fernsehaufträge. Nach zwei Spielzeiten im Festengagement kehrte sie in die Freiberuflichkeit zurück. Stefanie Darnesa wird von der Agentur notabene vertreten und lebt in Hamburg.

## Theater (Auswahl)
- 2015: La Línea (Dschungel Wien / Regie: Markus Felkel / Rolle: Elena)
- 2016: Empört Euch, Ihr Krähwinkler (Theater an der Gumpendorfer Straße, Wien / Regie: Gernot Plass / Rolle: Bürgermeister)
- 2017: Harper Regan (OFF-Theater, Wien / Regie: Markus Felkel / Rollen: Sarah Regan, Justine Ross)
- 2017: Make your heart beat again (Stückentwicklung / diemonopol Innsbruck / Regie: Florian Hackspiel)
- 2017: Tristan (Theater Federspiel, Berlin / Regie: Anita Brokmeier, Anna Clart / Rolle: Brangene)
- 2017/18: Die Schatzinsel (Fairytale Factory Halle / Regie: Sabine Hennig / Rolle: Jim Hawkins)
- 2018: Spanish Cuba (Piraten Open Air Theater Grevesmühlen / Regie: Benjamin Kernen / Rolle: Angelina de L’Oreal)
- 2018: Hamlet (Theater an der Rott, Eggenfelden / Regie: Markus Steinwender / Rolle: Rosenkranz)
- 2018: Die Schöne und das Biest (Theater an der Rott, Eggenfelden / Regie: Matthias Schuh / Rolle: Belle)
- 2019: Drei kleine Schweinchen (Theater an der Rott, Eggenfelden / Regie: Eva Kaufmann)
- 2019: Wer nicht träumt, ist selbst ein Traum (UA, Theater an der Rott, Eggenfelden / Regie: Markus Steinwender / Rolle: Mutter)
- 2019: Die Dreigroschenoper (Theater an der Rott, Eggenfelden / Regie: Lorenz Gutmann / Rolle: Lucy)
- 2019: High Noon (Stückentwicklung / Theater an der Rott, Eggenfelden & Pandora Pop)
- 2019: Der Räuber Hotzenplotz und die Mondrakete (Theater an der Rott, Eggenfelden / Regie: Markus Steinwender / Rolle: Seppel)
- 2020: Traudl & Sophie (Theater an der Rott, Eggenfelden / Regie: Petra Schönwald / Rolle: Traudl Junge)
- 2020: Minna von Barnhelm (Theater an der Rott, Eggenfelden / Regie: Markus Steinwender / Rolle: Franziska)
- 2021: Ein Königreich vor dem Wind (Piraten Open Air Theater Grevesmühlen / Regie: Benjamin Kernen / Rolle: Felicitas)
- 2022: Penthesilea (Theater an der Rott, Eggenfelden / Regie: Josef Maria Krasanovsky / Rolle: Prothoe)
- 2022: Das Geheimnis der Galeone (Piraten Open Air Theater Grevesmühlen / Regie: Benjamin Kernen / Rolle: Felicitas)

## Film / TV (Auswahl)
- 2015: Bits of Love (Kurzfilm, Regie: Anton Schilli)
- 2017: Alte Zeiten (Kurzfilm, Regie: Benjamin Hujawa)
- 2019: Aktenzeichen XY (ZDF, Regie: Matthias Kopp)
- 2020: Sechs auf einen Streich – Der starke Hans (ARD/BR, Regie: Matthias Steurer)
- 2021: Der Fahrstuhl (Kurzfilm, Regie: Benjamin Hujawa)